# Вахевич Борис Андрійович
Борис Андрійович Вахевич (* 1875 — † 1906) — історик-джерелознавець середньовічної України.

## Життєпис та науковий доробок
Народився 29.08.1875 в Одесі. Середню освіту отримав у приватному пансіоні та 2-й гімназії. З 1895 по 1899 вчився на історико-філологічному факультеті Імператорського Новоросійського університету. За рішенням міністра народної освіти від 31.12.1899 р. його залишено для приготування до професорського звання. З 1 січня 1900 два роки був стипендіатом по кафедрі російської історії. Керівником Б. Вахевича був проф. історико-філологічного ф-ту ІНУ І. Линниченко. 1901 одноголосно обраний дійсним членом ІФТ при ІНУ, 1902 — членом-кореспондентом Імператорське Одеське товариство історії і старожитностей. Він не залишався стороннім спостерігачем суспільно-політичних подій: у листопаді 1905 підписався під закликом віддати під суд градоначальника Нейгардта та ін. винуватців єврейського погрому в Одесі.
З 26.03.1905 по 17.07.1906 працював на посаді приват-доцента в ІНУ. Зокрема, він заявив спеціальний курс для студентів-істориків ІНУ «Очерк русской историографии ХІХ в.». 17.07.1906 помер внаслідок важкої хвороби.
Наукова кар'єра ледве розпочавшись, трагічно обірвалась. Тому його науковий доробок є незначним. Однак він свідчить, що історик формувався як спеціаліст з історіографії та джерелознавства Східної Європи. 1901, на засіданні ІФТ при ІНУ, оприлюднив доповідь «Дослідження академіка О. О. Шахматова про руські літописи», у якій навів основні висновки російського історика щодо складу літописних зводів, методологію його праць. Найбільшим внеском в історичну науку стала його публікація на сторінках «Записок» ОТІС в 1902 та окреме видання «Кроники великого княжества литовского й жомоитского», або так званого «Румянцевського літопису». Намагався видати джерело на високому рівні, корелюючи його з ін. відомими списками — Красинського, Уваровським, Супрасальським, Биховця, публікацію супроводив археографічною передмовою. У передмові він висловив припущення, підтримане й ін. науковцями, що протограф його з'явився у Вільно в 60-ті рр. XVI ст. Після виходу 24-го тому «Записок» (1902) список потрапив до наукового обігу під назвою «Румянцевського». Події в ньому було доведено до 1567.

## Наукові публікації
- З Кроники великого княжества литовского жомоитского // ЗООИД. — 1902. — Т. XXIV. — 1. Исследования..